# Nahicseván (település)
Nahicseván (azeri nyelven Naxçıvan) az Azerbajdzsánhoz tartozó, de attól területileg különálló Nahicseváni Autonóm Köztársaság fővárosa. Lakossága 2010-ben 74 500 fő volt.
A város Bakutól 450 km-re nyugatra, a Nahicseván-folyó jobb partján, a Zangezur-hegység lábánál helyezkedik el, mintegy 1000 méterrel a tengerszint fölött. A városi önkormányzathoz tartoznak még Başbaşı, Qarağalıq és Daşduz falvak is.

## Története

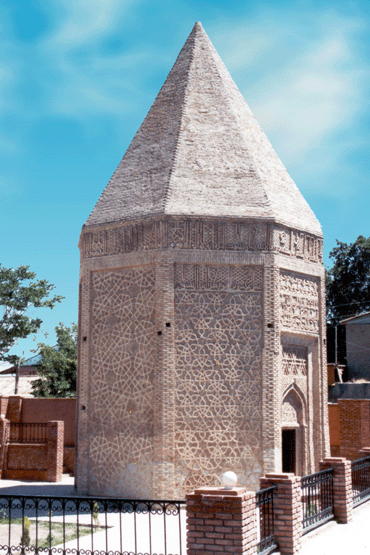
Juszif ibn Kuszejr síremléke

Az örmény hagyomány szerint Nahicsevánt (vagy ahogy Ptolemaiosz említi a 2. században, Naxuanát) Noé alapította és a városban ma is megtalálható egy régi sír és a fölé emelt mauzóleum, ahol állítólag Noé nyugszik és amelyet rendszeresen látogatnak a zarándokok. Ez a legenda azonban csak a 13. században jelent meg először.
Nahicseván már az ókorban, az Artaxiász-, az Arsakida, majd a középkorban a Bagratida-dinasztia idején is az Örmény Királyság egyik fontos városa volt. A 2. században Ptolemaiosz is említést tesz róla és feltételezések szerint azonos lehet Sztrabón Arxatájával, melyet Örményország városai között szerepeltet. Szebeosz örmény püspök és történetíró leírja, hogy Hérakliosz 627-ben áthaladt a városon, amikor a Szászánida birodalom ellen vezetett hadat, más krónikások szerint le is rombolta.
A 11. században a szeldzsukok hódították meg az országot, a 12. században pedig Nahicseván lett az atabégek államának fővárosa. Ebből a korból származik a város egyik jelképe, Mömine-katun mauzóleuma. A 13. században a mongolok, a 14. sz. végén Tamerlán dúlta fel. A 17. században a perzsa Szafavida birodalom hódította meg, majd a 18. század végétől a 19. század elejéig a független Nahicseváni Kánság székhelye volt. A kánságot 1828-ban annektálta az Orosz Birodalom. 1849-től a Jereváni kormányzóság Nahicseváni járásának központja volt. 

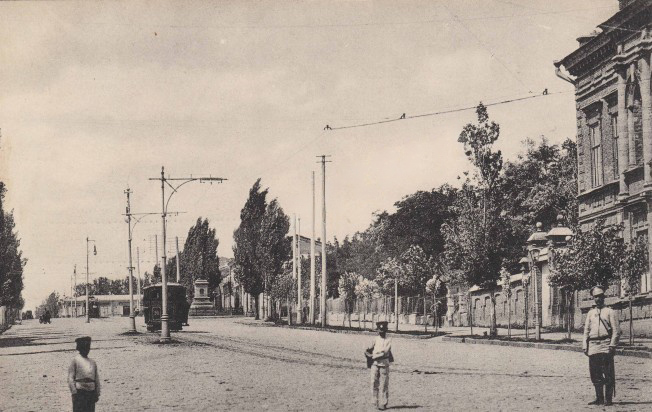
Nahicseván a cári időkben

1896-ban Nahicseván lakossága 7433 fő volt, ebből 2376 örmény, 4512 azeri és 52 orosz. A városban egy pravoszláv és három örmény templom, valamint három mecset volt. 1905-ben az olasz utazó, Luigi Villari megemlíti, hogy a nahicseváni "tatárok" gazdagabbak az örményeknél, az ő tulajdonukban vannak a város környéki földbirtokok és az örmények az ő földjeiken dolgoznak.
A hagyományos nahicseváni kézművesség a cipő- és fejfedőkészítőiről volt nevezetes, ezenfelül a város kereskedelmi központ is volt.
1918 júniusában a várost megszállta a török hadsereg és az ő támogatásukkal novemberben létrejött az elvileg független Araksz Köztársaság, melyet aztán az első Örmény Köztársaság annektált. 1920-ban a Vörös Hadsereg vonult be a városba és néhány hónappal később egy népszavazás eredményeképpen Nahicsevánt Szovjet-Azerbajdzsánhoz csatolták. 1924-ben a Nahicseváni Autonóm Szovjet Szocialista Köztársaság fővárosa lett.
A Szovjetunió szétesésével kitört a karabahi háború Örményország és Azerbajdzsán között. Ez idő alatt a nagyrészt örmény területtel körbevett autonóm köztársaság blokád alatt volt, és a lakosság nyomorgott. A Bakuval való összeköttetés a háború után is Iránon és Törökországon keresztül zajlik. A központi fejlesztések segítségével a térség jelentős gazdasági fejlődésen ment keresztül, a háborús időkhöz képest 2014-re GDP-je 48-szorosára nőtt.

## Kultúra
Nahicseván számos kulturális intézménnyel rendelkezik, a legfontosabbak a Heydar Aliyev Palota, melyben festménykiállítás és ezerfős színházterem kapott helyet; valamint a nemrég helyrehozott, szovjet időkben épült operaház, melyben a Nahicseváni Állami Zenei és Drámai Színház játszik. Itt található az autonóm köztársaság irodalmi múzeuma, a Nahicseváni Állami Történeti Múzeum, a szőnyegmúzeum, a régészeti múzeum, a Nyíltszíni Múzeum, az azeri-örmény konfliktusnak szentelt Emlékmúzeum; valamint Heydar Aliyev, Jamsid Nahicsevanszki és Bahruz Kangarli múzeuma.
A helyi tévécsatornák a Naxçıvan TV and Kanal 35, a legfontosabb újság pedig a Sharg Gapisi.
2018-ra Nahicsevánt jelölték az Iszlám Kulturális Fővárosának. 

## Oktatás

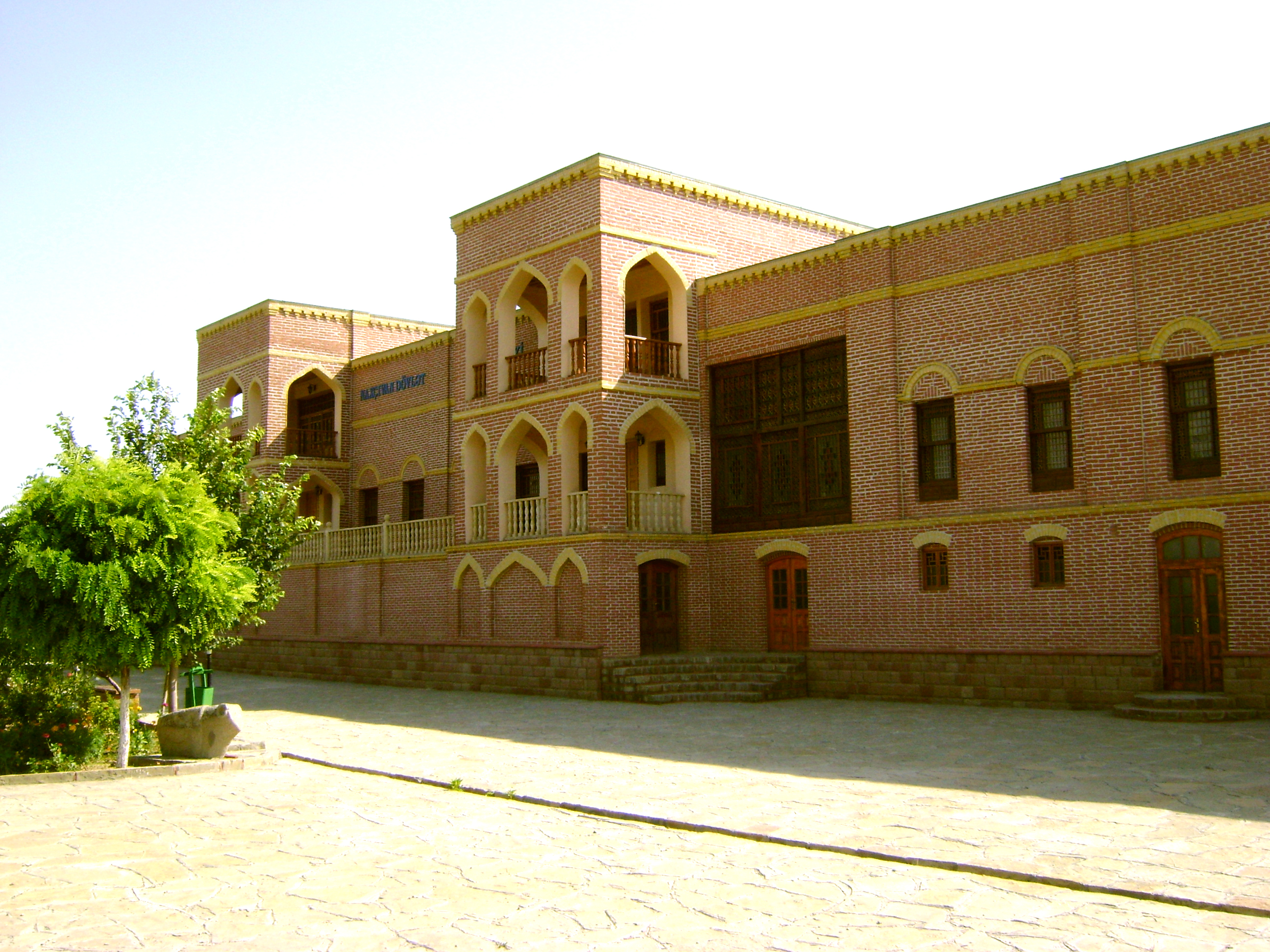
A káni palota

A városban 22 középiskola, 3 szakiskola, 6 zeneiskola és egy katonai kadétképző iskola működik. Nahicseván Azerbajdzsán egyik fontos egyetemi városa, felsőoktatási intézményei a következők:
- Nahicseváni Állami Egyetem
- Nahicseváni Magánegyetem
- Nahicseváni Tanárképző Intézet

## Sport
A nahicseváni teremfoci-csapat, az Araz Naxçivan a legjobb európai futsal-csapatok egyike és az UEFA európai bajnokságában kétszer is bronzérmet szerzett (a 2009-2010-es és a 2013-2014-es évadban).
A város futballcsapata, az Araz-Naxçıvan az azerbajdzsáni első osztályban játszik.
2014-ben itt rendezték a 35 éven felettiek súlyemelő világbajnokságát (Masters Weightlifting World Cup).

## Látnivalók

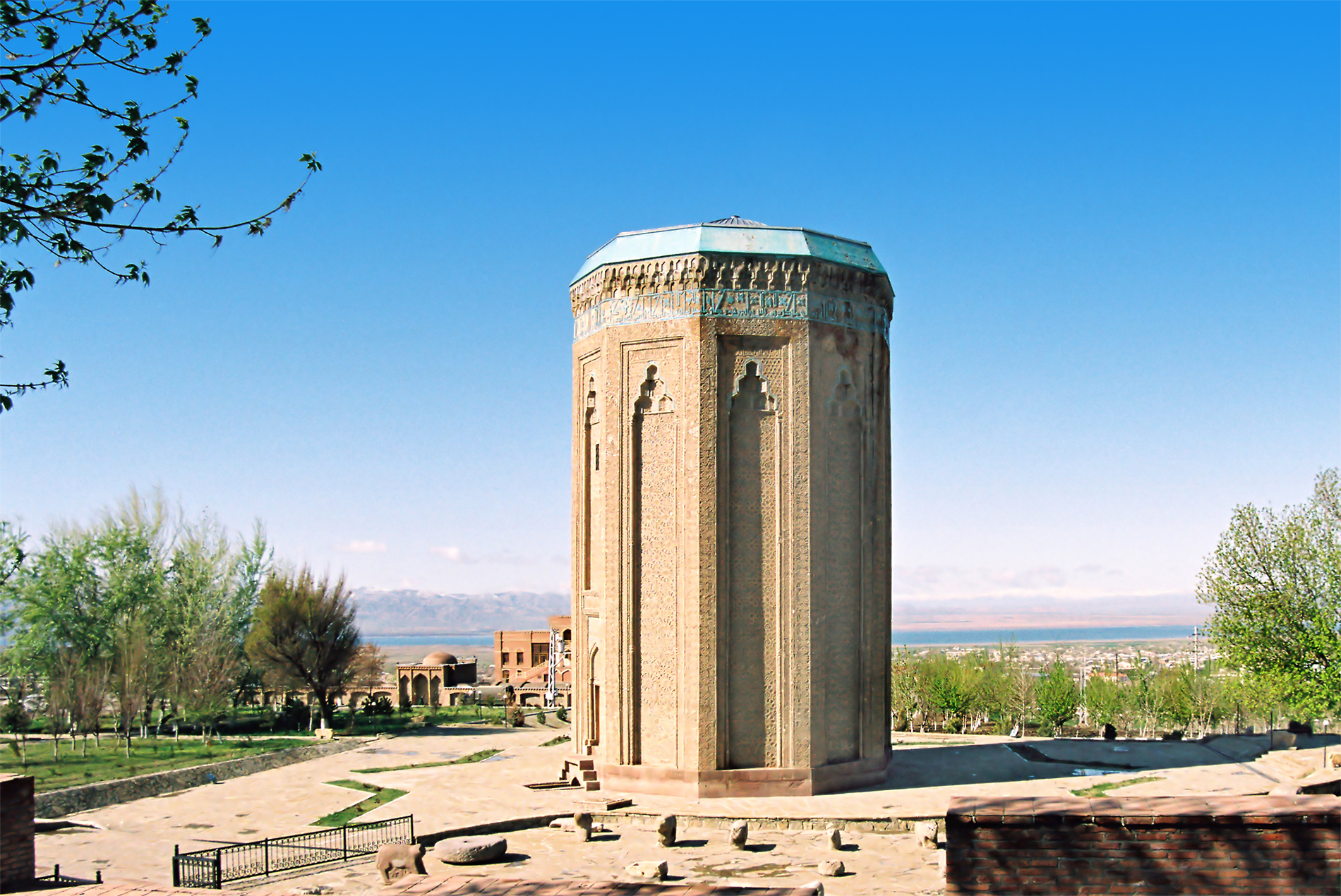
Mömine katun mauzóleuma

Nahicseván elsősorban mauzóleumairól híres, itt található a Mömine katun-mauzóleum, a Gülüsztán-mauzóleum, Noé mauzóleuma, a Karabaglar-mauzóleum, Juszif ibn Kuszejr mauzóleuma, az Imamzadeh-mauzóleum és Huszejn Dzsavid mauzóleuma.
Közülük a legismertebb a 12. századi Mömine-katun síremléke. Mömine-katun Dzsahan Pahlivan eldeguz atabégnek volt a felesége. A tízoldalú emlékmű falait sűrű geometrikus domborművek, kufikus feliratok és türkizszínű zománcozott téglák borítják. A közelében látható építészének, Adzsami Nahcsivaninak (valamint Heydar Aliyevnek) a szobra. Ugyanez az építész tervezte a város fő temetőjében található, nyolcoldalú Juszif ibn Kuszejr-síremléket is.
1993-ban, a háborús blokád alatt épült Huszejn Dzsavid (mai azeri helyesírással Hüseyn Cavid) azeri költő mauzóleuma, aki 1941-ben a sztálini gulágokban vesztette életét.
Nahicseván mauzóleumait 1998-ban javasolták az UNESCO világörökség-listájára.

## Közlekedés
A Nahicseváni nemzetközi repülőteret Bakuba induló, valamint törökországi és oroszországi járatok használják. A repülőteret buszjárat köti össze a várossal. A tömegközlekedést buszokkal oldják meg, a háromvonalas trolihálózat 2004-ben megszűnt.

## Éghajlat
| Hónap                         | Jan. | Feb. | Már. | Ápr. | Máj. | Jún. | Júl. | Aug. | Szep. | Okt. | Nov. | Dec. | Év   |
| ----------------------------- | ---- | ---- | ---- | ---- | ---- | ---- | ---- | ---- | ----- | ---- | ---- | ---- | ---- |
| Átlagos max. hőmérséklet (°C) | 0,8  | 4,0  | 12,3 | 20,1 | 24,7 | 29,5 | 34,7 | 33,7 | 30,1  | 21,9 | 12,6 | 5,1  | 19,2 |
| Átlagos min. hőmérséklet (°C) | −6,8 | −4,3 | 1,0  | 7,4  | 11,5 | 15,9 | 20,0 | 18,7 | 14,7  | 8,2  | 2,3  | −2,5 | 7,2  |
| Átl. csapadékmennyiség (mm)   | 19   | 18   | 29   | 38   | 36   | 30   | 17   | 8    | 11    | 26   | 20   | 15   | 267  |
| Forrás: World Climate         |      |      |      |      |      |      |      |      |       |      |      |      |      |

## Híres nahicsevániak

A Nahicseván nemzetközi repülőtér

- Heydər Əliyev, 1993-2003 között az ország elnöke
- Hüseyn Cavid, költő
- Ədrürrəhman bəy Fətəlibəyli-Düdənginski, szovjet katonatiszt, aki a második világháborúban átállt a németekhez
- Bahruz Kangarli, festő
- Hüseyn xan Naxçıvanski, cári lovassági tábornok
- Adzsami ibn Abubakr Nahcsivani, 12-13. századi építész

## Testvérvárosok
- Batumi, Grúzia

## Fordítás
- Ez a szócikk részben vagy egészben  a   Nakhchivan (city) című angol Wikipédia-szócikk ezen változatának fordításán alapul.  Az eredeti cikk szerkesztőit annak laptörténete sorolja fel. Ez a jelzés csupán a megfogalmazás eredetét és a szerzői jogokat jelzi, nem szolgál a cikkben szereplő információk forrásmegjelöléseként.
- Ez a szócikk részben vagy egészben  a(z)   Нахичевань című orosz Wikipédia-szócikk ezen változatának fordításán alapul.  Az eredeti cikk szerkesztőit annak laptörténete sorolja fel. Ez a jelzés csupán a megfogalmazás eredetét és a szerzői jogokat jelzi, nem szolgál a cikkben szereplő információk forrásmegjelöléseként.